# Torre Gepetrol
La Torre Gepetrol (también escrito Torre GEpetrol) es una torre de oficinas localizada en el sector de Malabo II, en la ciudad de Malabo, la capital del país africano de Guinea Ecuatorial, específicamente ubicada en la calle Acacio Mane 39 en la Autovía aeropuerto Ela Nguema, en la provincia de Bioko Norte de la Región Insular (Isla de Bioko).
Se trata de una estructura moderna de 57,27 metros de altura con 14 pisos y que fue culminada en el año 2009, para funcionar como la sede de la compañía de petróleo de Guinea Ecuatorial, una organización estatal que depende del ministerio de Minas, Industria y Energía de esa nación.